# Sesto ed Uniti
Sesto ed Uniti es una localidad y comune italiana de la provincia de Cremona, región de Lombardía, con 2.806 habitantes.

## Evolución demográfica
| Gráfica de evolución demográfica de Sesto ed Uniti entre 1861 y 2001 |
|                                                                      |
| Fuente ISTAT - elaboración gráfica de Wikipedia                      |